# Христо Русков
Христо Русков Чобанов е български учител, старши подофицер, адютант и артелчик.

## Биография
Христо Русков е роден на 14 октомври 1873 г. в гр. Ловеч. През 1896 г. завършва Ломското педагогическо училище. Работи като учител в с. Лисец (1889 – 1890) и с. Слатина (1890 – 1894), с. Церова кория (1894 – 1895), основното училище в Ловеч (1895 – 1900), Свищов (1900 – 1902), Угърчин (1902 – 1904) и Ловеч (1904 – 1905). Главен учител на основното училище в Ловеч (1905 – 1923). Пунктов учител в продължение на 10 години и 6 години е образцов учител.
Участник в Балканската война (1912 – 1913) като артелчик в 13-а рота на 54-ти пехотен плевенски полк; в Междусъюзническата война (1913) като старши подофицер и адютант в 72-ри пехотен одрински полк. Мобилизиран през Първата световна война като член на местния Комитет за обществена предвидливост (1916 – 1918). Награден с Войнишки кръст „За храброст“.
След войните е касиер на Учителско дружество „Наука и здраве“, секретар на градското училищно настоятелство и Безплатната ученическа трапезария в Ловеч. Две години е председател на Фонд „Подпомагане на бедни ученици“ при основното училище. Председател на Околийското учителско дружество в Ловеч, асиер на Македонското дружество, секретар на Градския хигиеничен съвет, член на Дружество „Червен кръст“.
От 1894 г. е с активна дейност в Ловчанското читалище „Наука“. Има над 50 участия като самодеец в театъра. Помощник-библиотекар и завеждащ музея при читалището. Основател и първи председател на Гимнастическо дружество „Осъмски юнак“ (1897). Инициатор и председател на първото пенсионно дружество (1932) в Ловеч.
Касиер на клона в Ловеч на Ловешкото културно-благотворително дружество дружба и главен разпространител на сборника „Ловеч и Ловчанско“. Автор е на над 170 стихотворения, мемоари за история, образование и църковно дело в Ловеч. Пише спомени за дейността на различни градски дружества, които дарява през 1967 г. на Регионален исторически музей, Ловеч.